# Susterris
Susterris és un indret del terme municipal de Talarn, al Pallars Jussà, on, a principis del segle xx, fou construïda la presa del Pantà de Sant Antoni.
Es tracta del territori al nord de la presa del pantà de Sant Antoni, on hi ha les instal·lacions ludicoesportives del pantà. També hi ha Casa Gaset i el càmping Gaset. Tot plegat forma una petita caseria, que duu el mateix nom de l'indret: Susterris.